# المياسره السفلى (الصومعة)

تعديل مصدري - تعديل

المياسره السفلى هي إحدى قرى عزلة ال الثرياء بمديرية الصومعة التابعة لمحافظة البيضاء، بلغ تعداد سكانها 155 نسمة حسب تعداد اليمن لعام 2004.